# Valente Rodriguez
Valente Rodriguez (Edcouch, 14 febbraio 1964) è un attore statunitense.
È noto soprattutto per il ruolo di Ernie Cardenas nella sitcom George Lopez dove interpreta il migliore amico di George e suo collaboratore per tutta la serie per 6 anni ed è apparso in 120 episodi, interpreta inoltre il ruolo di Cesar nella sitcom TV Happily Divorced.

## Biografia
Rodriguez è nato e cresciuto a Edcouch, in Texas; di origine messicana, ha frequentato l'Università panamericana del Texas.
Nel 1988 Rodriguez si trasferì a Los Angeles, in California. In seguito ottenne il suo primo ruolo da protagonista nel film Salsa. Tra gli altri film ricordiamo Doppia identità, Un pezzo da 20, Ed - Un campione per amico, Vulcano - Los Angeles 1997, Patto di sangue, Suckers, Erin Brockovich, Roosters, La dura verità, Un ragazzo tutto nuovo e My Family.
È apparso anche nelle serie televisive Innamorati pazzi, Cuori senza età, Genitori in blue jeans, Falcon Crest, Beverly Hills 90210, Dharma & Greg, Diamoci una mossa!, Sabrina, vita da strega.

## Filmografia parziale

### Cinema
- Salsa, regia di Boaz Davidson (1988)
- Doppia identità (Impulse), regia di Sondra Locke (1990)
- Un pezzo da 20 (Twenty Bucks), regia di Keva Rosenfeld (1993)
- Patto di sangue (Blood In Blood Out), regia di Taylor Hackford (1993)
- Roosters, regia di Robert M. Young (1993)
- Mr. Jones, regia di Mike Figgis (1993)
- Huck and the King of Hearts, regia di Michael Keusch (1994)
- Mi familia (My Family), regia di Gregory Nava (1995)
- Ed - Un campione per amico (Ed), regia di Bill Couturiè (1996)
- La moglie di un uomo ricco (The Rich Man's Wife), regia di Amy Holden Jones (1996)
- Vulcano - Los Angeles 1997 (Volcano), regia di Mick Jackson (1997)
- Blu profondo (Deep Blue Sea), regia di Renny Harlin (1999)
- Ho solo fatto a pezzi mia moglie (Picking Up the Pieces), regia di Alfonso Arau (2000)
- Erin Brockovich - Forte come la verità (Erin Brockovich), regia di Steven Soderbergh (2000)
- Un ragazzo tutto nuovo (The New Guy), regia di Ed Decter (2002)
- (500) giorni insieme ((500) Days of Summer), regia di Marc Webb (2009)
- La dura verità (The Ugly Truth), regia di Robert Luketic (2009)
- È complicato (It's Complicated), regia di Nancy Meyers (2009)
- Piccoli intriganti (The Little Match Makers), regia di Agustin Castaneda e Mario Ortiz (2011)
- McFarland, USA, regia di Niki Caro (2015)
- Instant Family, regia di Sean Anders (2018)
- Countdown, regia di Justin Dec (2019)

### Televisione
- Cuori senza età (The Golden Girls) – serie TV, episodio 4x04 (1988)
- Falcon Crest – serie TV, episodio 8x05 (1988)
- Babes – serie TV, episodio 1x05 (1990)
- Ferris Bueller – serie TV, episodio 1x13 (1991)
- Innamorati pazzi (Mad About You) – serie TV, episodio 2x03 (1993)
- Beverly Hills 90210 – serie TV, episodio 5x14 (1994)
- E.R. - Medici in prima linea (ER) – serie TV, episodio 4x02 (1997)
- Total Security – serie TV, episodio 1x03 (1997)
- Dharma & Greg – serie TV, episodio 1x05 (1997)
- X-Files (The X Files) – serie TV, episodio 6x13 (1999)
- Sabrina, vita da strega (Sabrina the Teenage Witch) – serie TV, episodio 5x19 (2001)
- Prima o poi divorzio! (Yes, Dear) – serie TV, episodi 2x03-2x15 (2001-2002)
- Diamoci una mossa! (Gotta Kick It Up!), regia di Ramón Menéndez – film TV (2002)
- Freddie – serie TV, episodio 1x18 (2006)
- George Lopez – serie TV, 120 episodi (2002-2007)
- The Bill Engvall Show – serie TV, episodio 3x10 (2009)
- Miami Medical – serie TV, episodio 1x03 (2010)
- Shameless – serie TV, episodio 1x11 (2011)
- I maghi di Waverly (Wizards of Waverly Place) – serie TV, episodio 4x12 (2011)
- The Mentalist – serie TV, episodi 3x11-4x01 (2011)
- Happily Divorced – serie TV, 34 episodi (2011-2013)
- The House on South Bronson – serie TV, episodio 3x06 (2013)
- See Dad Run – serie TV, episodio 3x08 (2014)
- Cristela – serie TV, episodio 1x09 (2014)
- Murphy Brown – serie TV, episodio 11x09 (2018)
- Adam il rompiscatole (Adam Ruins Everything) – serie TV, episodio 3x03 (2019)
- High School Musical: The Musical: La serie (High School Musical: The Musical - The Series) – serie TV, 4 episodi (2019-2020)
- Papà, non mettermi in imbarazzo! (Dad Stop Embarrassing Me) – serie TV, 7 episodi (2021)

## Doppiatori italiani
Nelle versioni in italiano delle opere in cui ha recitato, Valente Rodriguez è stato doppiato da:
- Francesco Venditti in Ed - Un campione per amico
- Patrizio Cigliano in X-Files
- Leonardo Graziano in Sabrina, vita da strega
- Roberto Draghetti ne I maghi di Waverly
- Giorgio Borghetti in The Mentalist (ep. 3x11)
- Stefano Miceli in The Mentalist (ep. 4x01)
- Alberto Caneva in Piccoli intriganti
- Matteo Zanotti in Happily Divorced
- Gianluca Machelli in McFarland, USA
- Franco Mannella In Instant Family
- Stefano Billi in Countdown
- Gianluca Solombrino in High School Musical: The Musical: La serie
- Davide Lepore in Papà, non mettermi in imbarazzo!